# Alice Howell
Pour les articles homonymes, voir Howell.
Alice Howell (née Clark) est une actrice américaine née le 5 mai 1888 à New York, État de New York, décédée le 12 avril 1961 à Los Angeles (Californie).

## Biographie
Alice Howell a commencé sa carrière dans des vaudevilles, faisant des tournées dans l'est des États-Unis, avant d'aller à Los Angeles travailler avec Mack Sennett. Dans de nombreux films de cette époque elle joue le rôle de la femme laide mais amusante, avec des coiffures spéciales et aucun attribut féminin. Elle a travaillé avec Charlie Chaplin quand elle était chez Keystone.

## Filmographie
- 1911 : Oh, Baby!

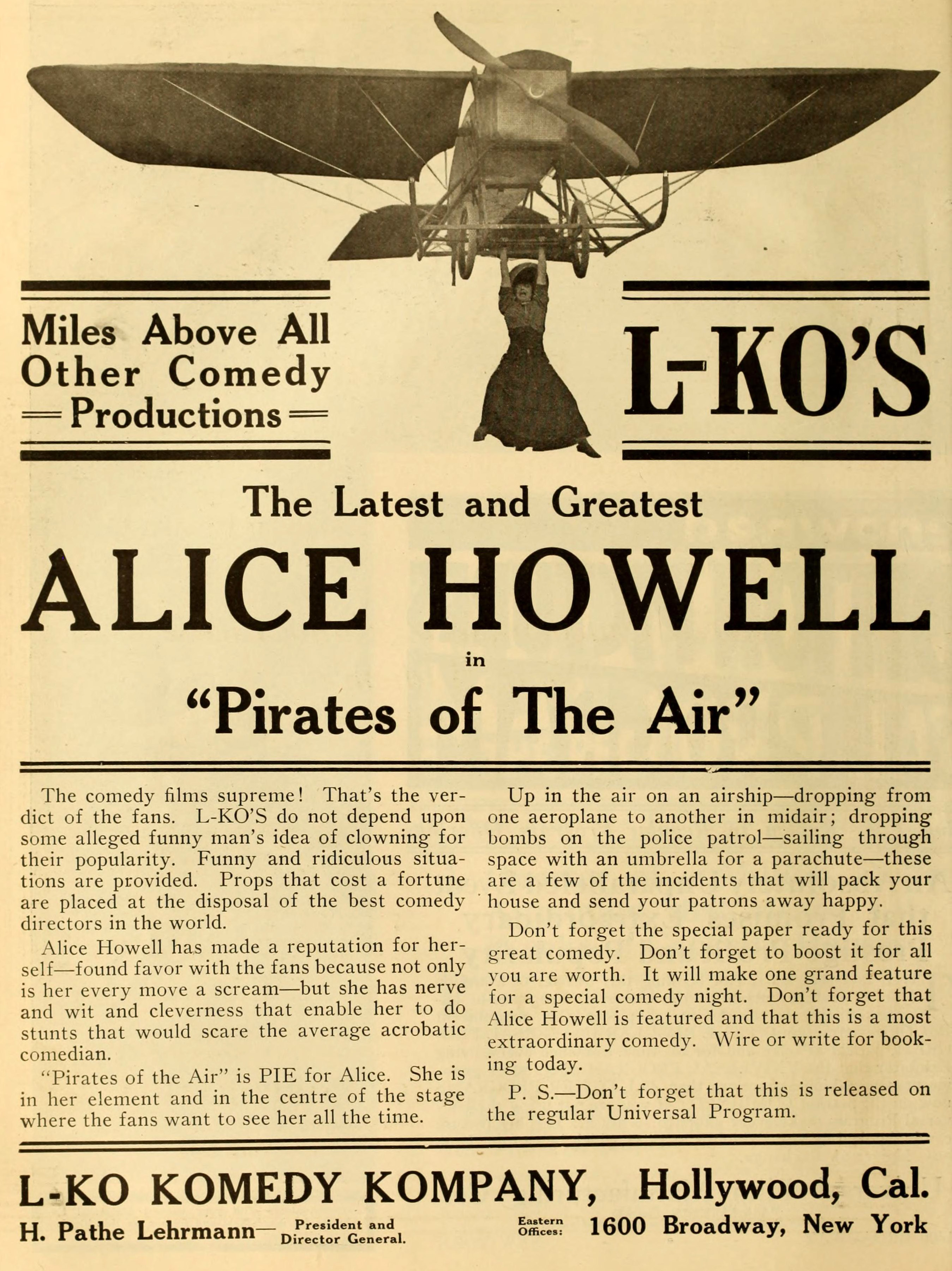
Pirates of the Air (1916).

- 1914 : Charlot garçon de café (Caught in a Cabaret) de Mabel Normand : Woman outside cafe
- 1914 : Caught in the Rain : Woman
- 1914 : Charlot et Fatty dans le ring (The Knockout) de Charles Avery : Spectatrice
- 1914 : Charlot et le Mannequin (Mabel's Married Life) de Charlie Chaplin et Mabel Normand
- 1914 : Charlot dentiste (Laughing Gas) de Charlie Chaplin : La femme du dentiste
- 1914 : Hello, Mabel (en) de Mabel Normand : Woman in lobby
- 1914 : High Spots on Broadway
- 1914 : Shot in the Excitement
- 1914 : Cursed by His Beauty
- 1914 : Le Roman comique de Charlot et Lolotte (Tillie's Punctured Romance) de Mack Sennett et Charles Bennett : une invitée
- 1915 : Their Last Haul
- 1915 : Rough But Romantic
- 1915 : Life and Moving Pictures
- 1915 : In the Claw of the Law
- 1915 : Silk Hose and High Pressure
- 1915 : Under New Management : Wife
- 1915 : Room and Board: A Dollar and a Half
- 1915 : Tears and Sunshine : Mother
- 1915 : Her Ups and Downs
- 1915 : Cupid and the Scrub Lady
- 1915 : Sin on the Sabbath
- 1915 : Lizzie's Shattered Dreams : Lizzie
- 1915 : From Beanery to Billions
- 1916 : Flirting a la Carte
- 1916 : Her Naughty Eyes
- 1916 : Dad's Dollars and Dirty Doings
- 1916 : The Double's Troubles
- 1916 : The Bankruptcy of Boggs and Schultz
- 1916 : The Great Smash
- 1916 : A Busted Honeymoon : Bride
- 1916 : How Stars Are Made
- 1916 : Pirates of the Air
- 1916 : Lizzie's Lingering Love : Lizzie
- 1916 : Unhand Me, Villain
- 1916 : Tillie's Terrible Tumbles
- 1916 : Alice in Society
- 1916 : Tattle-Tale Alice
- 1917 : Balloonatics
- 1917 : Automaniacs
- 1917 : Her Bareback Career
- 1918 : Her Unmarried Life
- 1918 : In Dutch
- 1918 : Choo Choo Love
- 1918 : Hey, Doctor!
- 1918 : Bawled Out
- 1918 : Hoot Toot
- 1918 : Cupid vs. Art
- 1918 : Untamed Ladies
- 1918 : The Cabbage Queen
- 1919 : Behind the Front
- 1919 : Society Stuff
- 1919 : Beauty and the Boob
- 1920 : Cinderella Cinders
- 1920 : Distilled Love de Vin Mooreet Richard Smith : The milk maid
- 1920 : Good Night, Nurse
- 1922 : Love Is an Awful Thing : Superintendent's wife
- 1923 : Wandering Daughters : Bowden Servant
- 1923 : The Elite of Hollywood
- 1923 : The Sheik of Hollywood
- 1924 : The Cream of Hollywood
- 1924 : The Bishop of Hollywood
- 1924 : Marry When Young
- 1924 : Spring of 1964
- 1924 : One Wet Night
- 1924 : Why Pay Your Rent?
- 1924 : Why Be Jealous?
- 1924 : Bluffing Bluffers
- 1924 : Patching Things Up
- 1924 : Women's Rights
- 1924 : Fair and Windy
- 1924 : Way Up North
- 1924 : That's the Spirit
- 1924 : The Game Hunter
- 1924 : Green Tees
- 1925 : Under a Spell
- 1925 : Papa's Pet
- 1925 : Tenting Out
- 1925 : Sleeping Sickness